# Shaker al-Shujaa
Shaker al-Shujaa (né le 2 août 1972 en Arabie saoudite) est un footballeur international saoudien, qui évoluait au poste de gardien de but.

## Biographie

### Carrière de sélection
Avec l'équipe d'Arabie saoudite, il fut notamment dans le groupe des 23 lors de la Coupe d'Asie des nations de 1992.
Il a également disputé la Coupe des confédérations de 1992.